# 메종 드 히미코
《메종 드 히미코》(メゾン・ド・ヒミコ)는 2005년에 개봉된 일본 영화이다. 감독과 각본은 《조제, 호랑이 그리고 물고기들》의 이누도 잇신과 와타나베 마야가 맡았다.
게이를 위한 양로원을 무대로, 게이인 아버지를 용서할 수 없는 딸과 그곳에서 사는 게이들의 다양한 삶을 그리고 있다. 캐치프레이즈는 ‘눈물은 따뜻하다.’

## 줄거리
나를 찾아온 젊고 아름다운 남자, 그는 아버지의 연인이었다... 오래 전 어머니와 자신을 버리고 떠나버린 게이 아버지를 증오하는 사오리. 경제적으로 어려운 그녀에게 어느 날 젊고 아름다운 청년이 찾아온다. 그는 아버지의 연인 하루히코. 하루히코는 사오리의 아버지 히미코가 암에 걸려 삶이 얼마 남지 않았음을 알리고, 그녀에게 아버지가 만든 게이들을 위한 실버타운에 와서 일을 도울 것을 부탁한다. 아버지의 존재 자체를 부정하고 살아왔지만, 유산을 받을 수 있을 거란 얘기에 매주 한 번씩 그곳에 가기로 결정한 사오리. 일요일 아침, 사오리는 '메종 드 히미코'의 문을 두드린다. 메종 드 히미코, 영원한 우리 모두의 안식처 바닷가에 접한 유럽의 작은 성을 연상시키는 게이 실버타운 메종 드 히미코, 그 안에 살고 있는 각각의 개성과 사연을 간직한 다양한 사람들. 처음에는 아버지에 대한 혐오감으로 거리를 두던 사오리는, 점차 그들의 꾸밈없고 순수한 모습과 그 이면에 숨은 외로움과 고민을 접하게 되면서 조금씩 마음을 열게 된다. 하지만 평온한 이곳에도 어두운 그림자가 드리워지고, 아버지와는 완전히 연락을 끊은 줄 알았던 죽은 어머니의 흔적을 발견하는 사오리. 게다가 항상 티격태격하던 하루히코와 묘한 감정에 휩싸이게 되는데..

## 출연진
- 하루히코 - 오다기리 조
- 사오리 - 시바사키 코우
- 히미코 - 다나카 민
- 호소카와 전무 - 니시지마 히데토시

## 제작진
- 감독 - 이누도 잇신
- 각본 - 와타나베 마야